# Ечпочмак
Ечпочмак, учпочмак (тат. өчпочмак — «трикутник», башк. өсбосмаҡ, өс мөйөш) — башкирська і татарська національна страва, печений виріб з дріжджового, рідше прісного тіста, з начинкою з картоплі, м'яса, як правило, баранини, гусака або качки і цибулі.
Визначальною особливістю страви є зовсім не форма, а спосіб приготування, при якому начинка в ечпочмак кладеться сирою, на відміну від більшості інших подібних виробів.

## Загальна технологія
Порубані кубиками 0,5 сантиметра баранину і сиру картоплю змішати з дрібно нарізаною ріпчастою цибулею. Розкачати з тіста кружечок, розміром з тарілку, покласти начинку і защипити зверху, надавши форму пірамідки і за бажанням залишивши в центрі отвір. Дати вистоятися, змастити вершковим маслом, поставити в духовку. Через півгодини вийняти, влити в отвір одну-дві ложки міцного посоленого і поперченного м'ясного бульйону, змастити яйцем, знову поставити в духовку, через півгодини вийняти, змазати олією і, за необхідності, влити ще трохи бульйону.

## Галерея

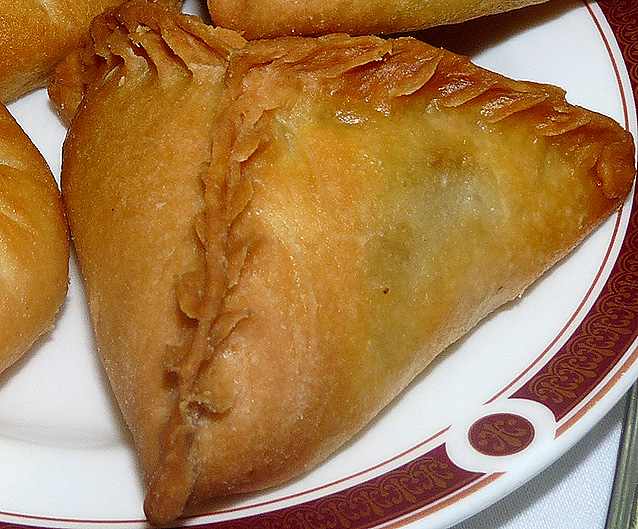
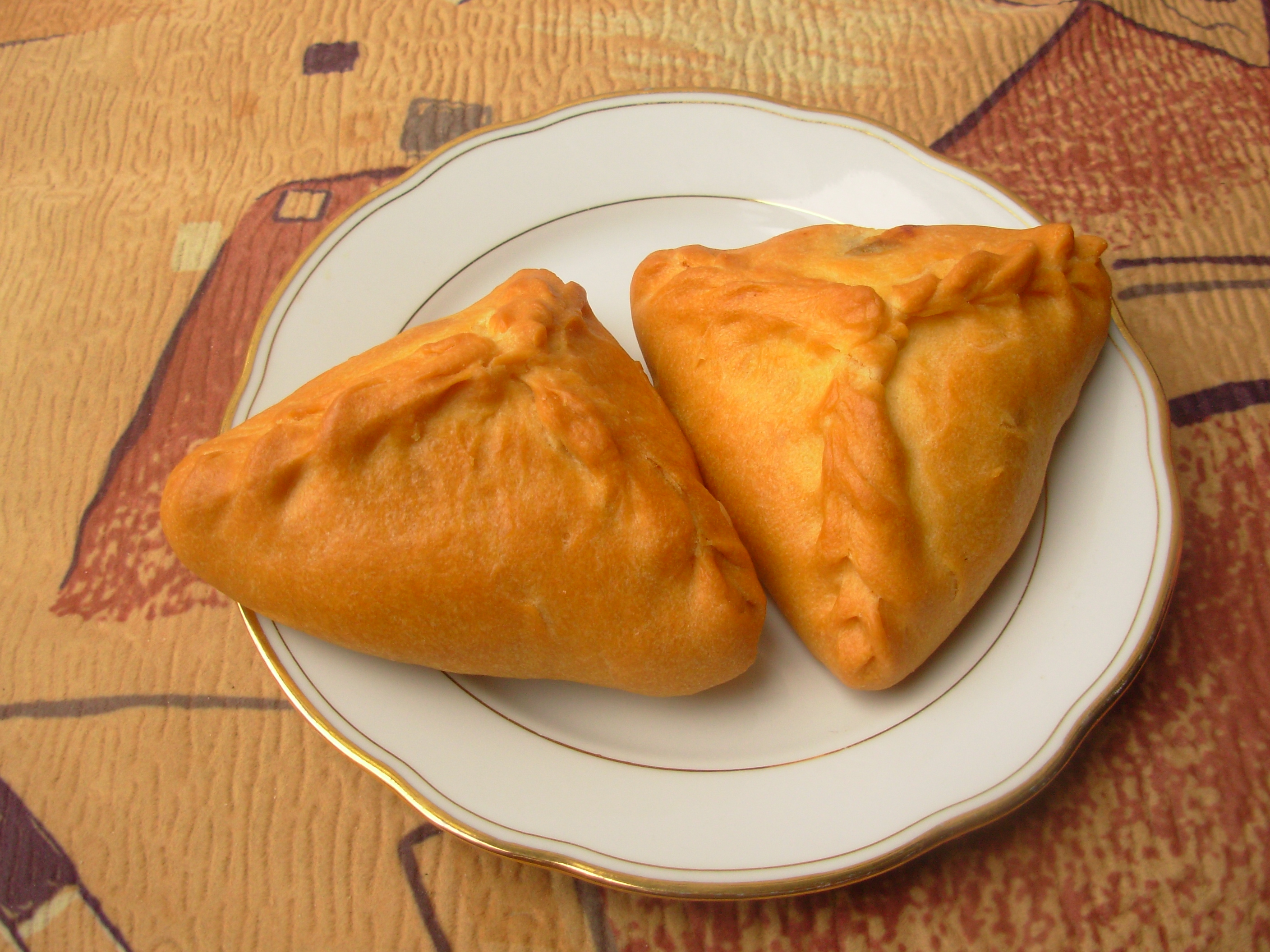